# Krüger-Haus

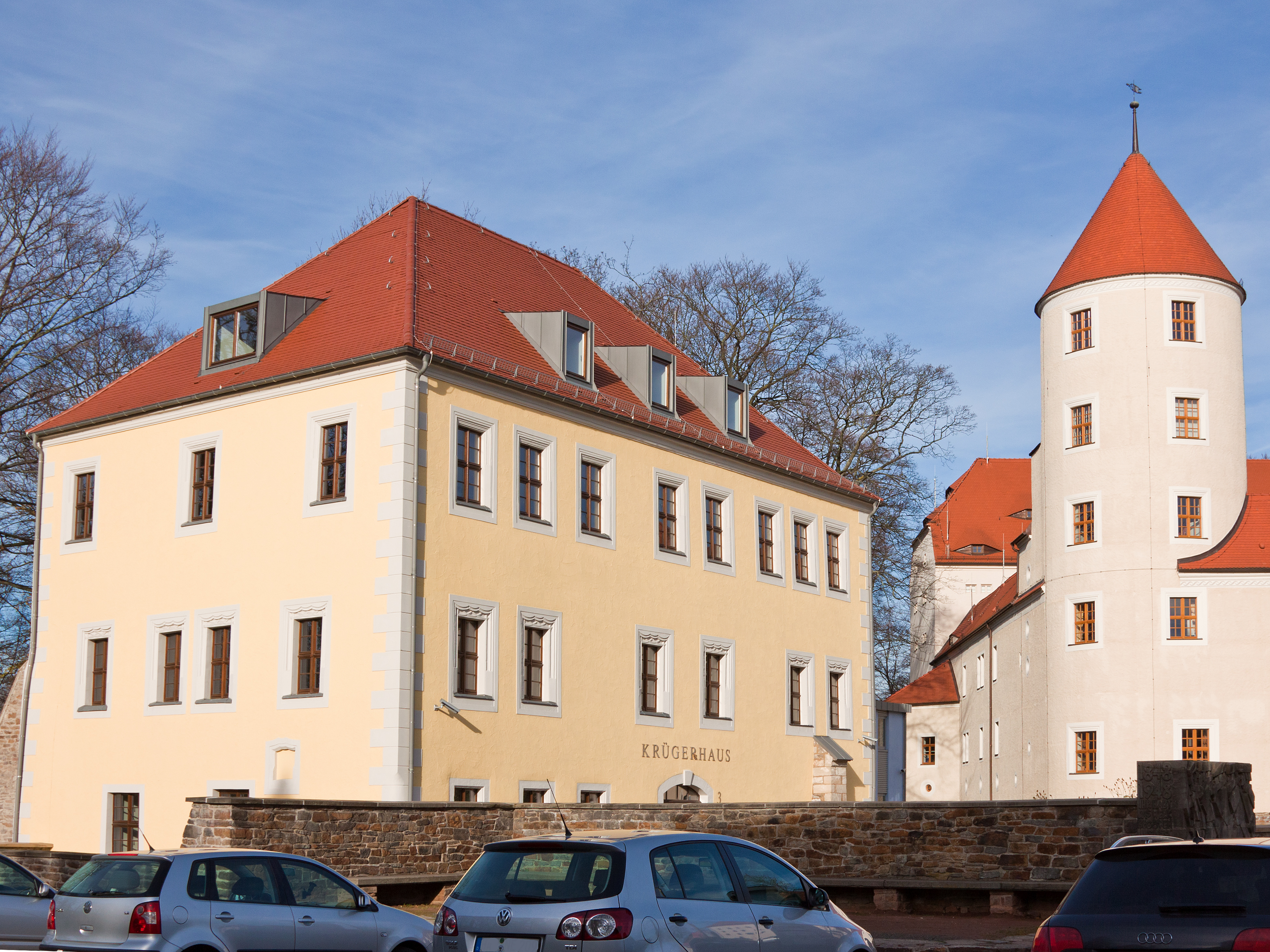
Krüger-Haus

Das Krüger-Haus, auch Amtshaus, ist ein Baudenkmal am Schloßplatz in Freiberg. Es ist vor dem Damm zwischen den beiden Kreuzteichen direkt an die Stadtmauer angebaut und schließt sich – getrennt vom Schlossgraben – südwestlich an das Schloss Freudenstein an.

## Geschichte
Unmittelbar zwischen Stadtmauer und Schlossmauer ließ der Hofmeister Rudolph von Bünau zwischen 1510 und 1512 seinen Sitz erbauen. Nach den von Bünau folgten u. a. die von Schönberg als Besitzer. Kurfürst Johann Georg II. kaufte das Haus 1676 auf und ließ darin den Sitz des Amtes Freiberg einrichten. Bis ins 20. Jahrhundert diente das Haus als Verwaltungssitz, zuletzt des Finanzamtes. Zu DDR-Zeiten wurde das Gebäude als Wohnhaus genutzt. Nach der politischen Wende zogen 1997 die letzten Mieter aus dem verkommenen Bauwerk aus.

## Architektur

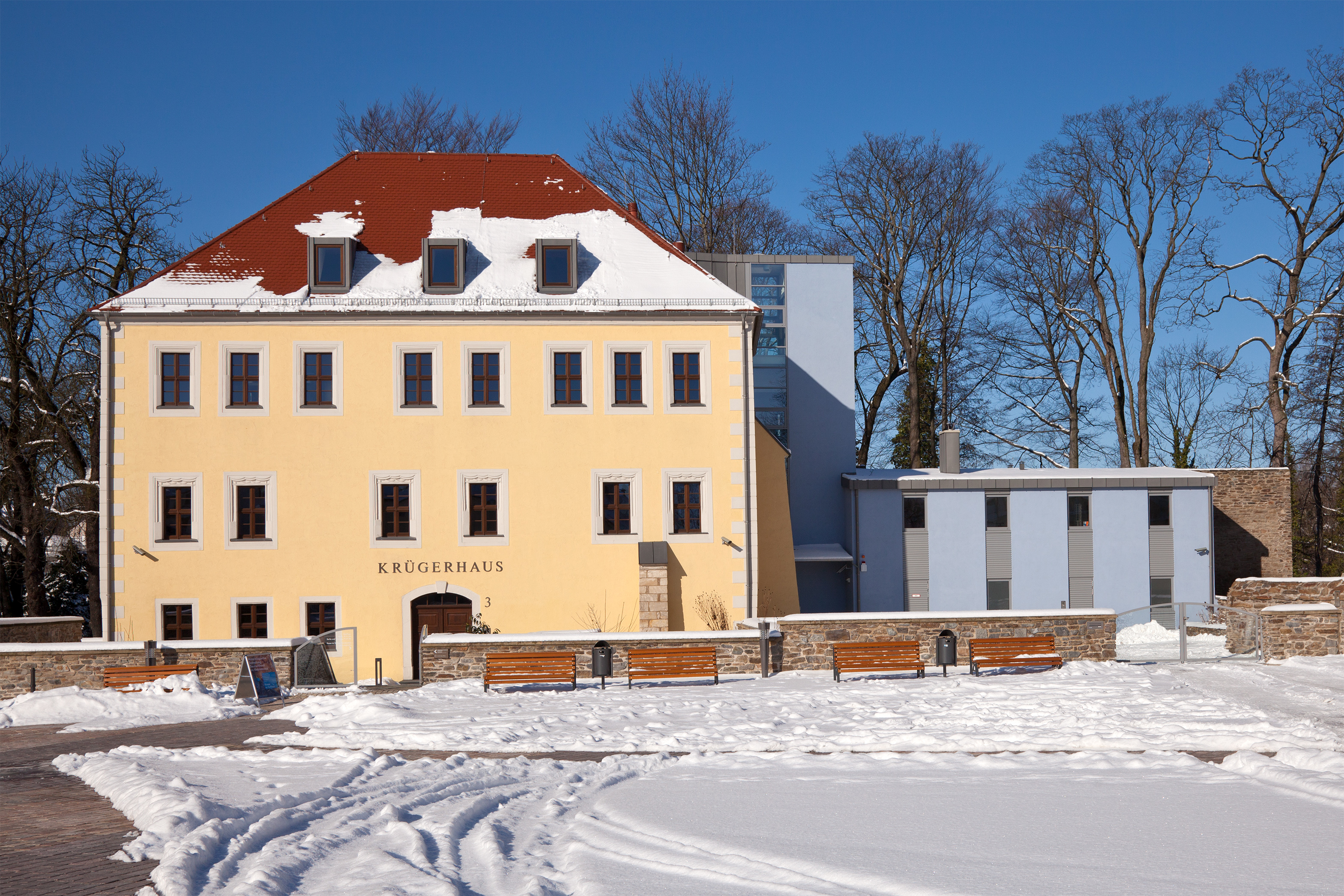
Ansicht zum Schloßplatz

Entsprechend seiner Geschichte weist das Gebäude Spuren der Spätgotik, der Renaissance, des Barock und der Neogotik auf. Im Zuge der Sanierung wurden die Nebengebäude an der Stadtmauer abgetragen und durch einen Neubau ersetzt. Während das alte Amtshaus nach der Sanierung einen ockerfarbenen Anstrich erhielt, fallen die neu errichteten Anbauten am Ende des Schlossgrabens auch durch ihren blauen Anstrich auf.

## Aktuelle Situation
Auf Initiative ihres Förderers Peter Krüger erwarb die Dr.-Erich-Krüger-Stiftung zu Beginn des 21. Jahrhunderts das leerstehende Amtshaus. Krügers Engagement für seine Geburtsstadt und insbesondere zur Erhaltung des Amtshauses wurde ab 2007 durch seine Witwe Erika fortgesetzt. Bereits während der Sanierungsphase erhielt das Amtshaus in Würdigung des Engagements der Familie Krüger für die Universität und die Stadt Freiberg den Namen „Krüger-Haus“. Die Räume dienen seither auch als öffentliche Präsentations- und Seminarflächen sowie für Lehre und Forschung der TU Bergakademie Freiberg.
Seit der Eröffnung im Oktober 2012 wird im Krüger-Haus, das auch Sitz der Dr.-Erich-Krüger-Stiftung ist, die Ausstellung „Deutsche Minerale“ der Stiftung „Mineralogische Sammlung Deutschland“ gezeigt.
Vor dem Gebäude wurden zwei von der Bergsicherung Schneeberg gestiftete mächtige Mineralstufen aufgestellt.